# Groß Buchwald
Groß Buchwald ist eine Gemeinde bei Bordesholm im Kreis Rendsburg-Eckernförde in Schleswig-Holstein.

## Geographie

### Geographische Lage
Das Gemeindegebiet von Groß Buchwald erstreckt sich im Westen des nordwestlichen Teilbereichs der naturräumlichen Haupteinheit Ostholsteinisches Hügel- und Seenland (Nr. 702). Der Oberlauf des Flusslaufs Eider (auch Obereider genannt) bildet grob die nördliche Gemeindegrenze ab, deren Quellfluss Drögen Eider die östliche.

### Gemeindegliederung
Siedlungsgeographisch befinden sich neben dem Dorf gleichen Namens auch die Hofsiedlungen Fischerhof und Kluven sowie die Häusergruppen Ovendorfer Redder und Sahrendorf als weitere Wohnplätze im Gemeindegebiet.

### Nachbargemeinden
Direkt angrenzende Gemeindegebiete von Groß Buchwald sind:
|             | Brügge, Bissee                              |          |
| Wattenbek   | Kompassrose, die auf Nachbargemeinden zeigt | Bothkamp |
| Negenharrie | Schillsdorf                                 |          |

## Geschichte
Eine Besiedlung in der Bronzezeit ist durch archäologische Funde belegt. Der als Rundling angelegte Ort wurde 1230 erstmals erwähnt und gehörte ab 1392 dem Kloster Bordesholm. Als Albrecht von Wallenstein im Jahr 1627 Rendsburg belagert hat, war auch Groß Buchwald besetzt.
Mit Auflösung des Kreises Bordesholm kam die Gemeinde 1932 zum Kreis Plön. Bei der Kreis- und Ämterreform 1970 wurde die Gemeinde, zusammen mit vier weiteren, Teil des Amtes Bordesholm-Land im Kreis Rendsburg-Eckernförde.

## Politik

### Gemeindevertretung
Bei der Kommunalwahl am 14. Mai 2023 wurden insgesamt neun Sitze vergeben. Die Freie Wählergemeinschaft Groß Buchwald erhielt fünf Sitze und die CDU vier Sitze.

### Wappen
Blasonierung: „Durch einen silbernen Wellenbalken von Grün und Rot geteilt. Oben drei silberne Laubbäume nebeneinander, unten ein unterhalbes silbernes Wagenrad.“

## Wirtschaft
Die Wirtschaft in der Gemeinde ist größtenteils von der Urproduktion der Landwirtschaft geprägt. Historisch bedeutsam ist die Zucht Holsteiner Pferde. In Groß Buchwald befand sich für viele Jahre die Hengststation des Körbezirks Bordesholm.

## Sehenswürdigkeiten
In der Liste der Kulturdenkmale in Groß Buchwald stehen die in der Denkmalliste des Landes Schleswig-Holstein eingetragenen Kulturdenkmale.